# Halo (singel Lumixa i Pii Marii)
Halo – singel austriackiego DJ-a Lumixa oraz Pii Marii wydany 11 marca 2022. Piosenkę skomponowali Anders Nilsen, Gabriele Ponte, Luca Michlmayr, Rasmus Flyckt oraz Sophie Alexandra Tweed-Simmons. Utwór reprezentował Austrię w 66. Konkursie Piosenki Eurowizji w Turynie (2022).

## Lista utworów
- Digital download[2]

1. „Halo” – 2:39

## Notowania
| Kraj     | Notowanie (2022)  | Najwyższa pozycja |
| -------- | ----------------- | ----------------- |
| Austria  | Ö3 Austria Top 40 | 6                 |
| Islandia | Plötutíðindi      | 19                |
| Litwa    | Singlų Top 100    | 31                |